# Arjuno
Arjuno (indonez. Gunung Arjuno, rzadziej Gunung Arjuna) – czynny wulkan we wschodniej części Jawy w Indonezji; zaliczany do stratowulkanów.
Wysokość 3339 m n.p.m.; najwyższy z grupy blisko leżących wulkanów (Arjuno, Welirang oraz starsze Ringgit, Linting). Oddalone o kilka kilometrów od siebie wulkany Arjuno i Welirang wraz z leżącymi pomiędzy nimi mniejszymi stożkami wulkanicznymi są często traktowane jako jeden kompleks wulkaniczny Arjuno-Welirang.
Ostatnia niepotwierdzona erupcja w kompleksie została zgłoszona w 1991 roku (wulkan Welirang), ostatnia potwierdzona miała miejsce w 1952 roku.